# Mathieu Mandard
Matthieu Mandard (né le 8 août 1983) est un coureur cycliste français. Durant sa carrière, il est spécialiste des disciplines de vitesse sur piste.

## Palmarès

### Championnats du monde
- Trexlertown 2001 (juniors)
  -  Médaillé d'argent du kilomètre juniors
  -  Médaillé d'argent  de la vitesse par équipes juniors
  -  Médaillé de bronze de la vitesse juniors
- Ballerup 2002
  - 8e du kilomètre

### Coupe du monde
- 2003
  - 1er de la vitesse par équipes à Aguascalientes (avec Arnaud Dublé et François Pervis)
  - 2e du kilomètre à Sydney
- 2004-2005
  - 2e de la vitesse par équipes à Moscou

### Championnats d'Europe
- Fiorenzuola d'Arda 2001 (juniors)
  -  Champion d'Europe de vitesse juniors
  -  Champion d'Europe de vitesse par équipes juniors  (avec Mickaël Murat et François Pervis)
- Büttgen 2002 (espoirs)
  -  Champion d'Europe du kilomètre espoirs
- Moscou 2003 (espoirs)
  -  Champion d'Europe de vitesse par équipes  (avec Grégory Baugé et François Pervis)
  -  Médaillé de bronze du kilomètre espoirs
- Valence 2004
  -  Champion d'Europe de vitesse par équipes  (avec Grégory Baugé et Hervé Gané)

### Championnats nationaux
- 2001
  -  Champion de France de vitesse juniors
- 2002
  -  2e de la vitesse espoirs
- 2002
  -  2e de la vitesse espoirs
- 2004
  -  3e du kilomètre[1]
  -  3e de la vitesse espoirs
- 2005
  -  Champion de France de vitesse par équipes
  -  Champion de France de vitesse espoirs